# ジョン・インガルズ
ジョン・ジェイムズ・インガルズ（英:John James Ingalls、1833年12月29日-1900年8月16日）は、アメリカ合衆国カンザス州の政治家である。

## 伝記
インガルズは1833年12月29日にマサチューセッツ州ミドルトンで生まれた。1855年にウィリアムズ大学を卒業した。機知のある人という後の評判を予感させるものとして、その卒業論文の題は「ミイラの生活」であり、学生生活を風刺したものだった。インガルズは法律を学び、1857年に法廷弁護士として認められた。その後カンザス準州に移転し、1860年にアッチソンに落ち着いた。そこでは反奴隷制の運動に加わり、カンザス州を自由州にするために尽力した。1859年のワイアンドット憲法制定会議の代議員となり、カンザス州の標語である「困難を克服して星を目指そう」(Ad Astra per Aspera)を作った者だとされている。
1861年にカンザスがアメリカ合衆国の州に昇格すると、1862年に初代の州選出アメリカ合衆国上院議員と州上院議員の秘書になった。南北戦争の時は、カンザス民兵隊の法務官を務めた。アッチソンの新聞、「フリーダムズ・チャンピオン」の編集員を3年か務め、一連の雑誌記事で全国的な評価を勝ち得た。1873年にはサミュエル・C・ポメロイの後を継いでアメリカ合衆国上院議員に選ばれ、この職を18年間務めた。インガルズは企業の独占に対して労働者と農業者を支持した。また州際通商法と国家公務員法に賛成した。
1887年、インガルズは上院仮議長に選出された。その鋭い皮肉や素早い機知によって生涯称賛されたインガルズは1900年8月16日にニューメキシコ州イーストラスベガスで死去した。
1905年、カンザス州は、アメリカ合衆国議会議事堂の国立彫像ホール・コレクションにインガルズの大理石像を州の2つの彫像の1つとして寄贈した。この彫像は女性飛行士アメリア・イアハートの像で置き換えられる計画がある。